# Eupithecia leucenthesis
Eupithecia leucenthesis là một loài bướm đêm trong họ Geometridae.